# 그 아버지에 그 아들
《그 아버지에 그 아들》(Folks!)은 미국에서 제작된 테드 코체프 감독의 1992년 영화이다. 톰 셀릭 등이 주연으로 출연하였고 맬컴 R. 하딩 등이 제작에 참여하였다. 이 영화는 그다지 좋은 평가를 받지 못했다.
1994년 8월 12일 SBS TV에서 아들은 해결사라는 제명으로 방영된 적이 있다.

## 출연진

### 주연
- 톰 셀릭
- 돈 어미치

### 조연
- 앤 잭슨
- 크리스틴 에버솔
- 웬디 크루슨
- 로버트 패스토렐리
- 마이클 머피

## 제작진
- 미술: 윌리엄 J. 크리버
- 의상: 제이 헐리
- 공동제작: 지안니 눈나리
- 배역: 린 스톨매스터